# Swedish Open 1983
Die Swedish Open 1983 im Badminton fanden vom 10. bis zum 13. März 1983 in Malmö, Schweden, statt. Es war das weltweit erste Turnier, das innerhalb der neu installierten Grand-Prix-Serie ausgetragen wurde. Das Turnier war in Kategorie 3 eingestuft.

## Finalresultate
| Disziplin    | Sieger                         | Finalist                         | Ergebnis           |
| ------------ | ------------------------------ | -------------------------------- | ------------------ |
| Herreneinzel | Misbun Sidek                   | Morten Frost                     | 9:15, 15:10, 15:13 |
| Dameneinzel  | Helen Troke                    | Jane Webster                     | 11:2, 11:5         |
| Herrendoppel | Steen Fladberg Jesper Helledie | Thomas Kihlström Stefan Karlsson | 4:15, 18:13, 15:10 |
| Damendoppel  | Nora Perry Jane Webster        | Shigemi Kawamura Sumiko Kitada   | 15:10, 15:8        |
| Mixed        | Thomas Kihlström Nora Perry    | Dipak Tailor Barbara Sutton      | 15:7, 15:1         |